# قلقل
القلقل (الاسم العلمي: Abrus) هو جنس من النباتات يتبع الفصيلة البقولية من رتبة الفوليات.

## أنواع القلقل
- قلقل بلعدي
- قلقل بوتي
- قلقل جاوني
- قلقل جميل
- قلقل داعب
- قلقل دغيلي
- قلقل ذهبي
- قلقل رجائي
- قلقل رمادي
- قلقل سمبراني
- قلقل شمبري
- قلقل صغير الأوراق
- قلقل صومالي
- قلقل طويل القنابة
- قلقل متنوع الأوراق
- قلقل مدغشقري
- قلقل ناعم
- قلقل ويتي